# 法默城 (伊利諾伊州)
法默城（英語：Farmer City）是一個位於美國伊利諾伊州德威特縣的城市。

## 地理
法默城的座標為40°14′47″N 88°38′31″W / 40.24639°N 88.64194°W，而該地的平均海拔高度為220米（即722英尺）。

## 人口
根據2010年美國人口普查的數據，法默城的面積為6.34平方千米，當中陸地面積為6.21平方千米，而水域面積為0.13平方千米。當地共有人口2037人，而人口密度為每平方千米321.29人。